# Damallsvenskan de 2023

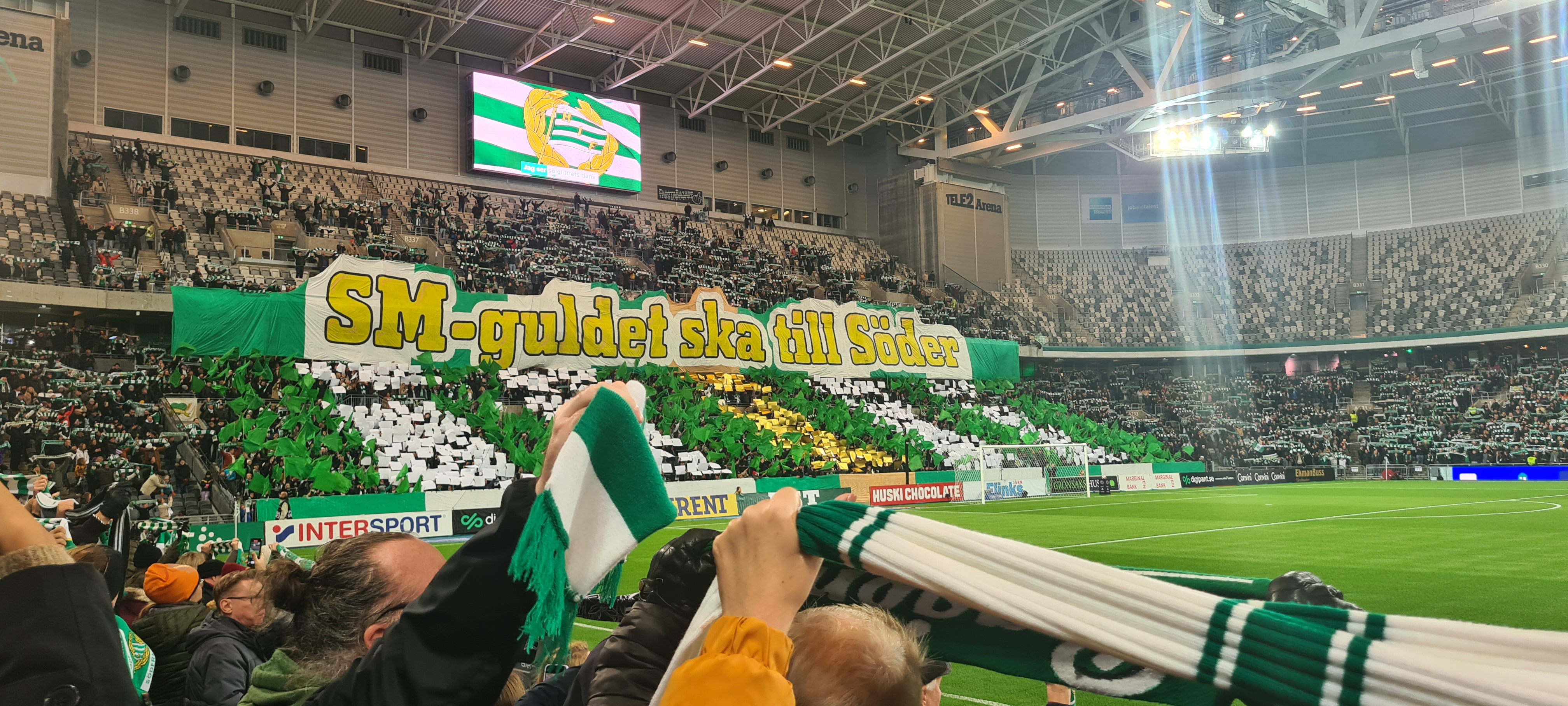
Adeptos do Hammarby festejam a conquista do campeonato.

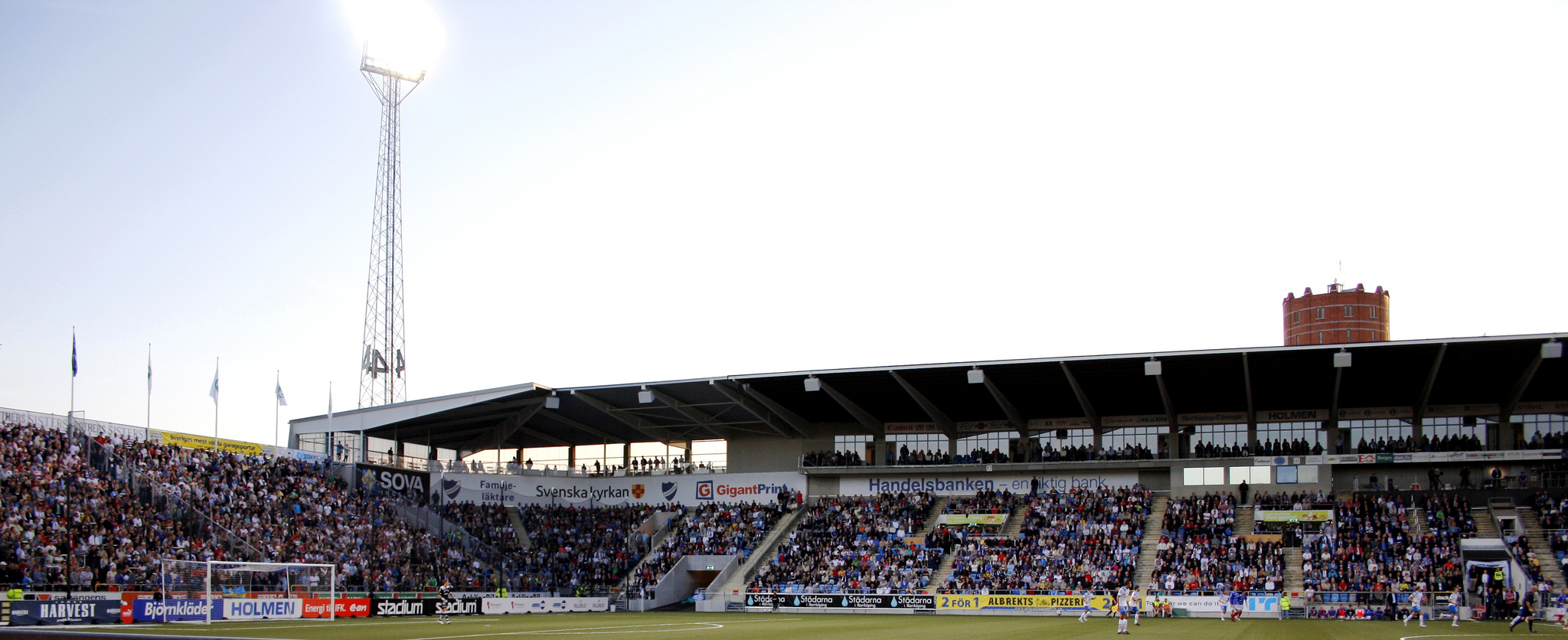
Platinumcars arena - a maior arena do Damallsvenska, onde joga o IFK Norrköping DFK

Damallsvenskan 2023 (também conhecida como OBOS Damallsvenskan 2023 por motivos de patrocínio) foi a divisão principal do Campeonato Sueco de Futebol Feminino (Damallsvenskan) da temporada de 2023. 
Foi disputada por 14 clubes, e decorreu entre março e novembro de 2023. 
Os novos participantes desta temporada – promovidos da Elitettan – foram o IFK Norrköping DFK, o Växjö DFF e o IK Uppsala Fotboll. 
O campeão da temporada foi o Hammarby IF de Estocolmo, que conquistou o seu 2º título nacional, e se classificou para a Liga dos Campeões de Futebol Feminino da UEFA, juntamente com o BK Häcken e o Linköping FC. 
Os despromovidos à Elitettan no fim desta época foram o IK Uppsala Fotboll e o IFK Kalmar. 

## Participantes
Clubes que participaram no Damallsvenskan de 2023: 
| Clube                  | Cidade       | Estadio                       |
| ---------------------- | ------------ | ----------------------------- |
| IF Brommapojkarna      | Estocolmo    | Grimsta IP                    |
| Djurgården             | Estocolmo    | Estádio Olímpico de Estocolmo |
| BK Häcken FF           | Gotemburgo   | Bravida Arena                 |
| Hammarby IF            | Estocolmo    | Tele2 Arena                   |
| IFK Kalmar             | Kalmar       | Guldfågeln Arena              |
| Kristianstads DFF      | Kristianstad | Kristianstads fotbollsarena   |
| Linköping FC           | Linköping    | Linköping Arena               |
| IFK Norrköping DFK     | Norrköping   | Platinumcars arena            |
| KIF Örebro DFF         | Örebro       | Behrn Arena                   |
| Piteå IF Dam           | Piteå        | LF Arena                      |
| Fotboll Club Rosengård | Malmö        | Malmö IP                      |
| IK Uppsala Fotboll     | Uppsala      | Studenternas IP               |
| Växjö DFF              | Växjö        | Visma Arena                   |
| Vittsjö GIK            | Vittsjö      | Vittsjö IP                    |